# Homoneura camura
Homoneura camura är en tvåvingeart som beskrevs av Kim 1994. Homoneura camura ingår i släktet Homoneura och familjen lövflugor.
Artens utbredningsområde är Northern Territory, Australien. Inga underarter finns listade i Catalogue of Life.